# Manao Tupapau
Manao Tupapau est un des tableaux que Paul Gauguin a peint lors de son premier voyage à Tahiti en 1892.

## Description
Il y représente au premier plan sa compagne polynésienne Téha'amana (appelée aussi Tehura) nue et allongée. Elle est couchée à plat ventre, sur des draps blanc cassé recouvrant eux-mêmes un paréo bleu aux motifs floraux jaunes.
Au second plan, nous apercevons un étrange personnage habillé de noir : le tūpāpa’u (revenant, fantôme). Il est de profil et semble entrer dans cette chambre. Le fond du tableau est composé de diverses taches aux coloris violacés : il semble se tramer quelque chose de mystérieux.

## Analyse
(octobre 2021).
- Si vous ne connaissez pas le sujet, laissez ce bandeau (vous pouvez alors contacter les auteurs).
- Si vous supprimez le contenu mis en cause (vous pouvez préalablement contacter les auteurs),

argumentez précisément cette suppression dans la page de discussion
(un manque de référence n'est pas un argument ; une recherche réelle de référence doit avoir été effectuée, être formellement documentée).

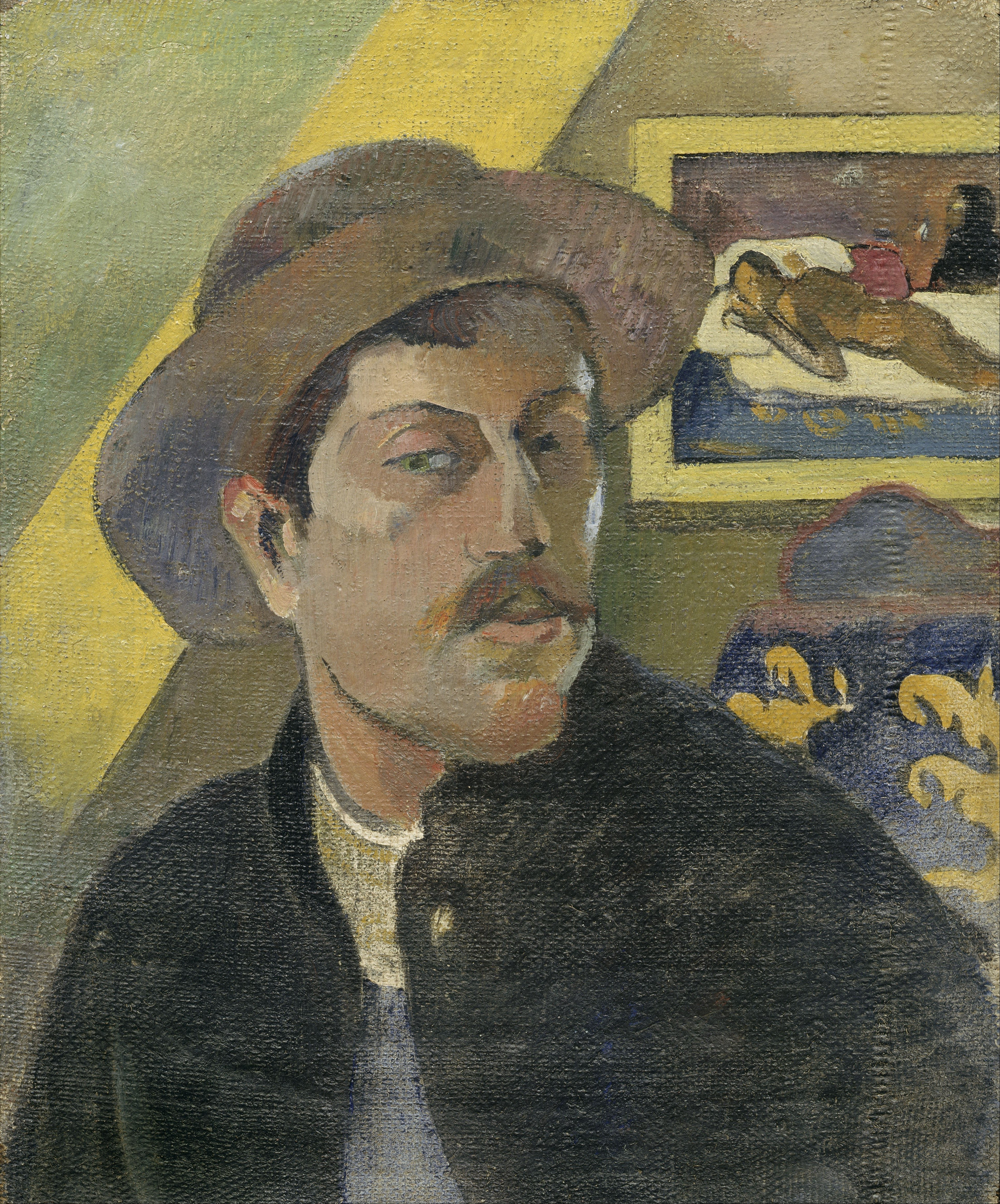
Autoportrait avec Manao Tupapau.

La jeune Tahitienne joue un rôle-double dans la scène. Nue, c'est le côté érotique qui ressort. Elle a 13 ans quand Gauguin la prend pour épouse à la suite d'un arrangement, il a alors 43 ans. Il rappelle à Gauguin l'Ève  qu'il tente de découvrir. Le peintre met en valeur le corps des tahitiennes qu'il voit comme très différent de celui des européennes. Par sa façon de peindre, il souhaite s'éloigner des canons de beauté du classicisme. Inspiré de La Vénus d'Urbino de Titien et de l'Olympia d'Édouard Manet, les attributs de la féminité (seins et pubis) ne sont pourtant pas montrés : là commence le mystère. Le mystère de la femme.
C'est donc également une atmosphère magique qui se propage dans cette chambre. Le peintre fait allusion à la croyance mā’ohi concernant les tūpāpa’u qui hantent l'obscurité. Pour les faire partir, les Tahitiens ont gardé la coutume de toujours s'endormir avec une lampe allumée.
Entre le premier plan bien distinct et le second plan flou et ancré dans l'imaginaire, Gauguin nous fait voir le point de rencontre entre ces deux mondes, qui ici, se confondent. Le titre du tableau Manao Tupapau, écrit en tahitien, peut être traduit d'ailleurs par « Elle pense au revenant »  ou par « Le revenant pense à elle » : une ambigüité qui démontre ce point de tension. On est dans un monde mais en même temps dans un autre. La femme renvoie au symbole de fertilité, de naissance. Gauguin reprend le thème qu'a précédemment abordé Gustave Courbet : celui de L'Origine du monde. Le personnage mystérieux dans le fond du tableau représente lui, la mort qui vient reprendre cette Ève. Gauguin nous transcrit une métaphore du cycle de la vie. Il poursuivra cette idée dans "D'où venons-nous ? Que sommes-nous ? Où allons-nous ?" qu'il peindra en 1898 vers la fin de sa vie.

## Galerie

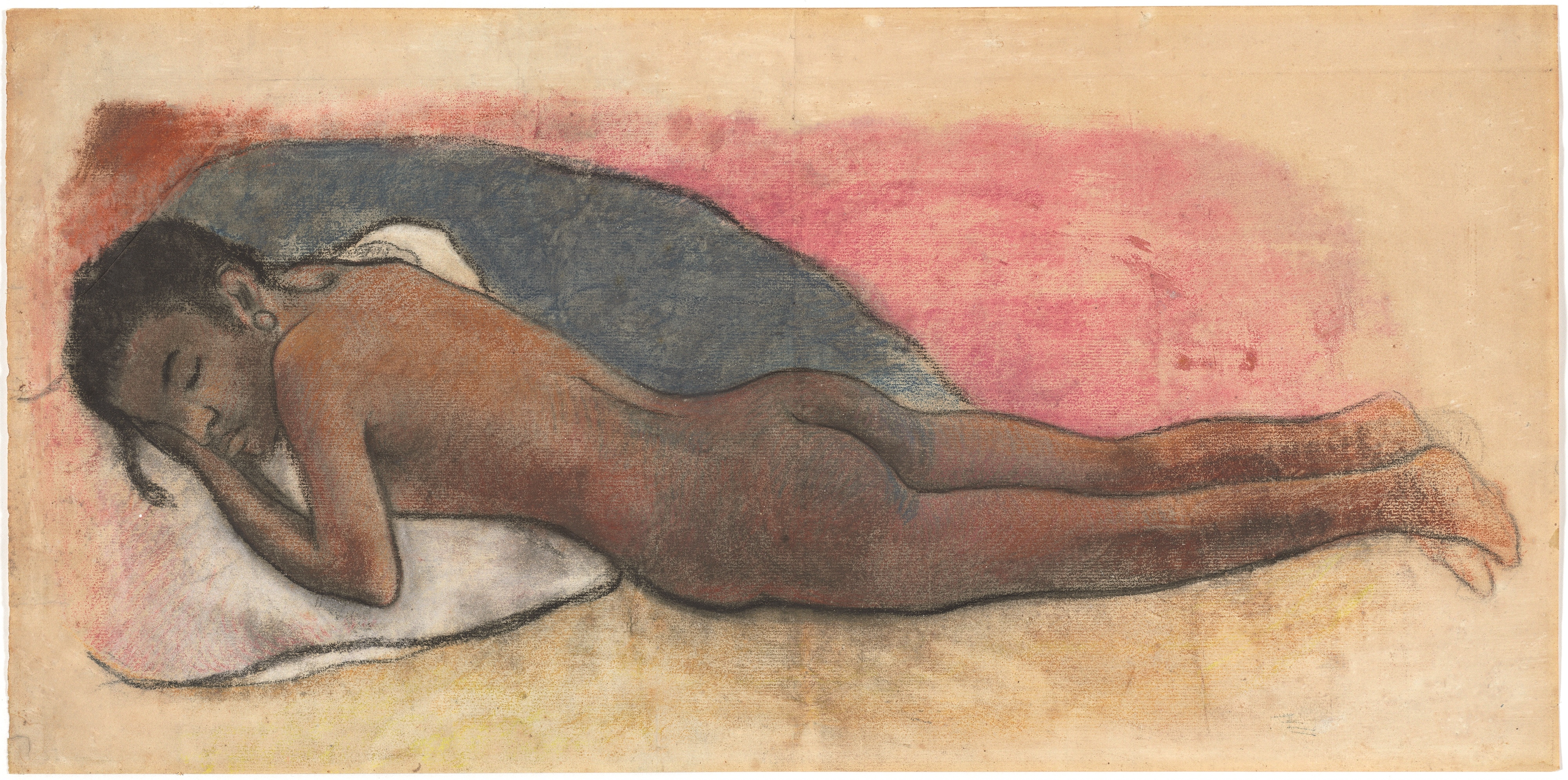
Reclining Nude, pastel, 1894–95, National Gallery of Art
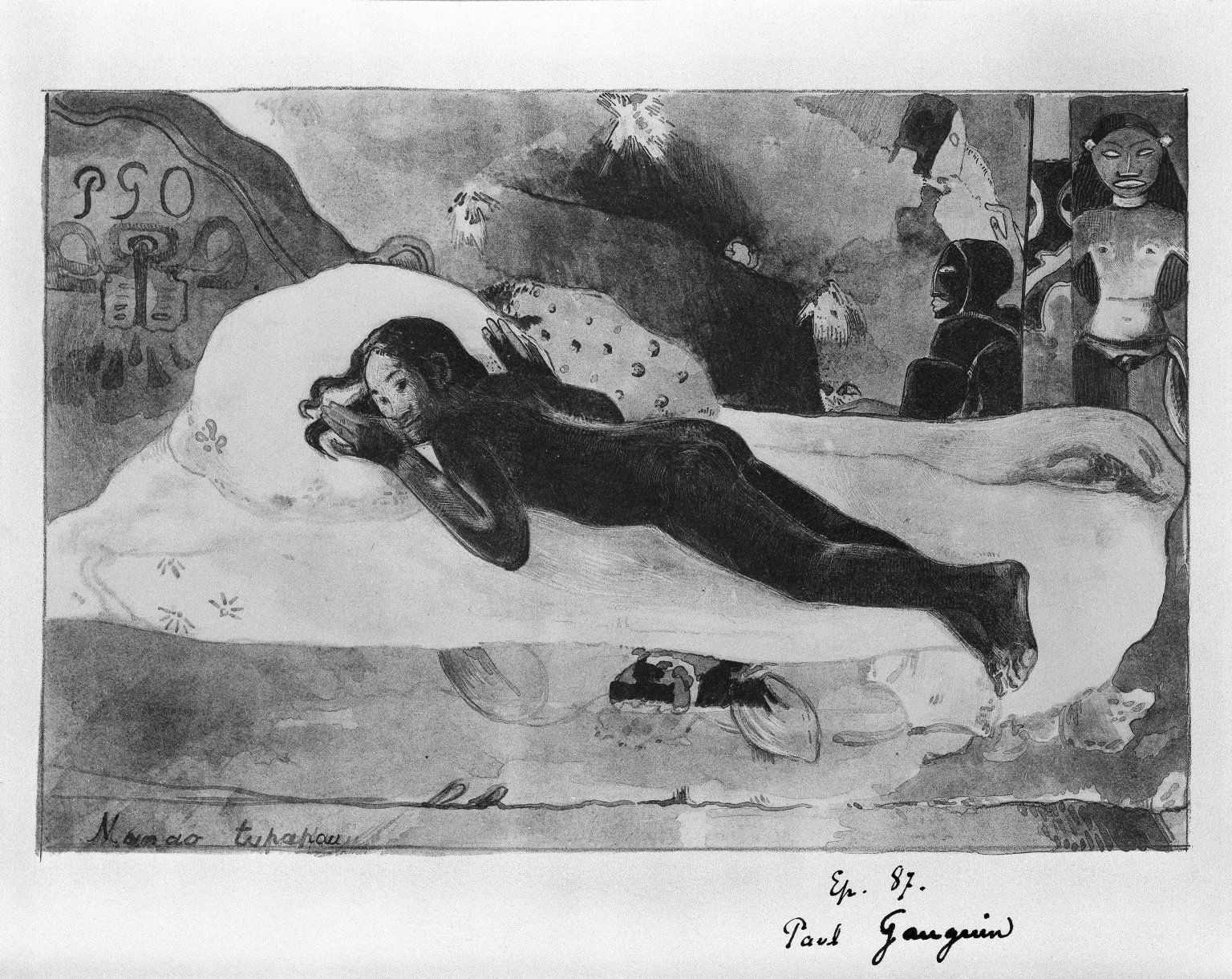
Manao Tupapau (Watched by the Spirits of the Dead), lithograph, 1894, Brooklyn Museum
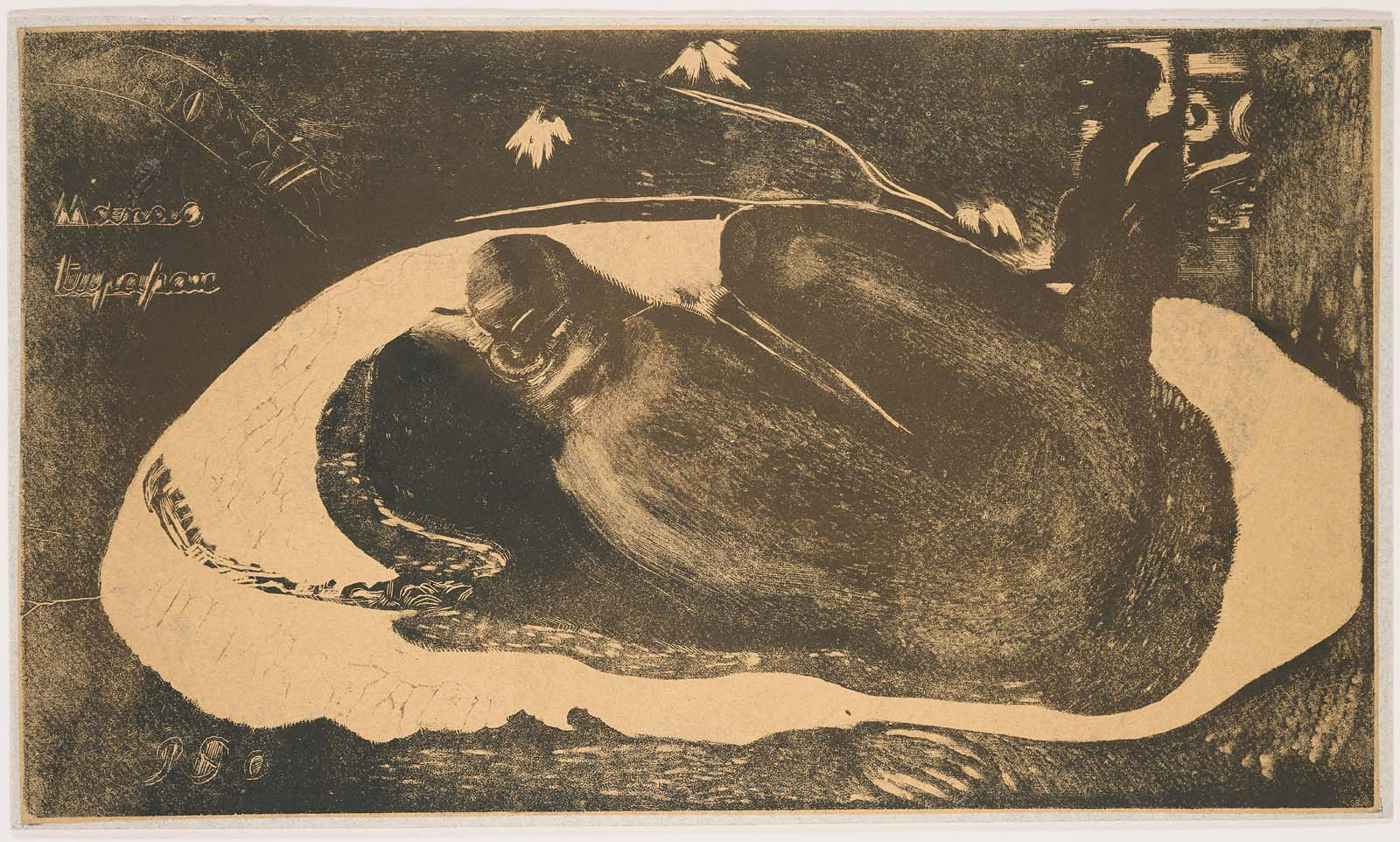
Manao Tupapau (The Spirit of the Dead Watching), woodcut (Noa Noa suite), 1893–94, Museum of Fine Arts, Boston
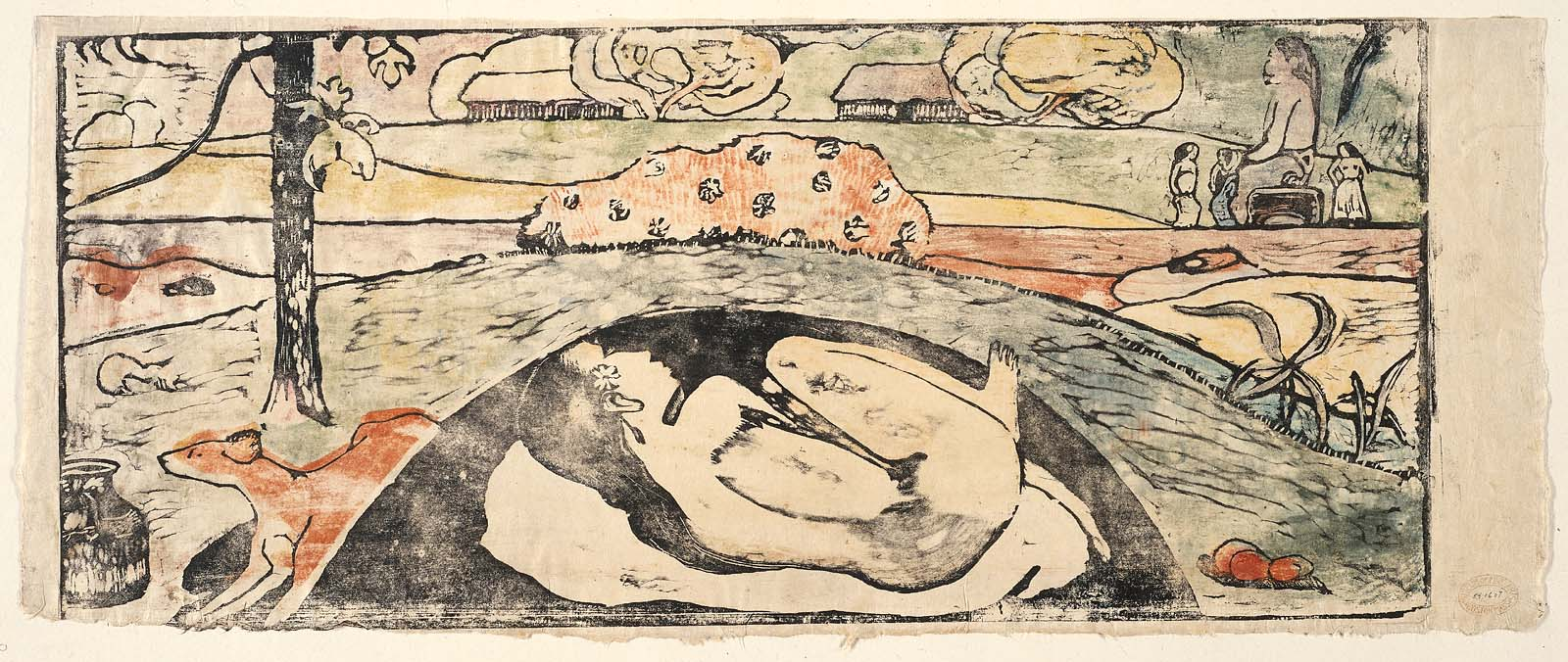
Manao Tupapau (The Spirit of the Dead Watching), woodcut, 1894–95, Museum of Fine Arts, Boston
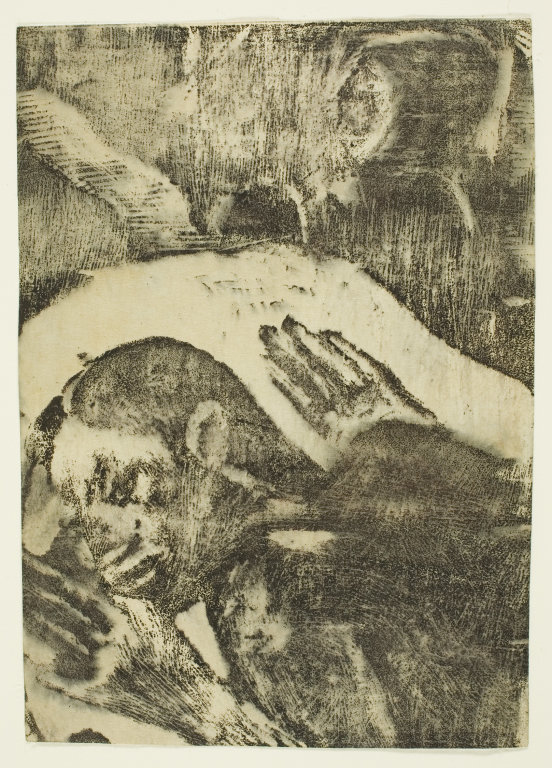
Manao Tupapau (Watched by the Spirits of the Dead), woodcut, 1894–95, Art Institute of Chicago